# Adams Cup
Der Adams Cup wurde von 1964 bis 1984 jährlich dem Sieger des Play-off-Turniers der Central Hockey League (bis 1968 Central Professional Hockey League) verliehen. Benannt wurde die Trophäe nach Jack Adams, dem ersten Präsidenten der Central Hockey League.

## Adams-Cup-Gewinner
| Saison  | Gewinner                | Ergebnis | Finalist                |
| ------- | ----------------------- | -------- | ----------------------- |
| 1983/84 | Tulsa Oilers            | 4:0      | Indianapolis Checkers   |
| 1982/83 | Indianapolis Checkers   | 5:2      | Birmingham South Stars  |
| 1981/82 | Indianapolis Checkers   | 4:2      | Dallas Black Hawks      |
| 1980/81 | Salt Lake Golden Eagles | 4:3      | Wichita Wind            |
| 1979/80 | Salt Lake Golden Eagles | 4:3      | Fort Worth Texans       |
| 1978/79 | Dallas Black Hawks      | 4:1      | Salt Lake Golden Eagles |
| 1977/78 | Fort Worth Texans       | 4:3      | Dallas Black Hawks      |
| 1976/77 | Kansas City Blues       | 4:0      | Tulsa Oilers            |
| 1975/76 | Tulsa Oilers            | 4:1      | Dallas Black Hawks      |
| 1974/75 | Salt Lake Golden Eagles | 4:3      | Dallas Black Hawks      |
| 1973/74 | Dallas Black Hawks      | 4:1      | Oklahoma City Blazers   |
| 1972/73 | Omaha Knights           | 4:3      | Dallas Black Hawks      |
| 1971/72 | Dallas Black Hawks      | 4:2      | Tulsa Oilers            |
| 1970/71 | Omaha Knights           | 4:2      | Dallas Black Hawks      |
| 1969/70 | Omaha Knights           | 4:1      | Iowa Stars              |
| 1968/69 | Dallas Black Hawks      | 4:1      | Oklahoma City Blazers   |
| 1967/68 | Tulsa Oilers            | 4:0      | Fort Worth Wings        |
| 1966/67 | Oklahoma City Blazers   | 4:1      | Omaha Knights           |
| 1965/66 | Oklahoma City Blazers   | 4:0      | Tulsa Oilers            |
| 1964/65 | St. Paul Rangers        | 4:2      | Tulsa Oilers            |
| 1963/64 | Omaha Knights           | 4:1      | St. Paul Rangers        |